# حنبعل منوماكيس
حنبعل منوماكيس كان صديق القائد العسكري الكبير حنبعل. اشتهر منوماكيس بتنبؤه الخاطئ حين قال إنّ إمدادات القرطاجيين ستنفذ خلال المسيرة من إسبانيا إلى إيطاليا وهو ما سيدفعهم إلى أكلِ لحوم البشر. كانَ حنبعل منوماكيس معروفًا ببراعته في التنبؤات إلا أنّ القائد السياسي القرطاجي حملقار برقا لم يأخد بنصيحته وفعلًا لم تنفذ اللوازم على عكس ما توقّع حنبعل منوماكيس. قصّةُ هذا الأخير منشورة في الكتاب التاسع من «تاريخ بوليبيوس».